# ナウォヤ県
ナウォヤ県(ナウォヤけん、英語：Nwoya District)はウガンダの北部地域西部の県。
2014年の人口は13万3506人。
県都はナウォヤ。

## 地理
- 北：アムル県
- 北東：グル県
- 東：オヤム県
- 南東：キリャンドンゴ県
- 南：マシンディ県
- 南西：ブリサ県
- 西：ネビ県

県都ナウォヤは、アチョリ地方の最大都市のグルから道なりに約44km南西に離れている。
また、首都カンパラから道なりに約330km北西に離れている。

## 歴史
2010年7月1日、アムル県の南部を割いて新設された。

## 人口
- 1991年1月12日：3万7947人
- 2002年9月13日：4万1010人
- 2014年8月27日：13万3506人。[3]

## 経済
2013年以前は自給農業と畜産が中心だったが、近年油田が発見された。